# Chaumes-en-Brie
Chaumes-en-Brie – miejscowość i gmina we Francji, w regionie Île-de-France, w departamencie Sekwana i Marna.
Według danych na rok 1990 gminę zamieszkiwało 2500 osób, a gęstość zaludnienia wynosiła 125 osób/km² (wśród 1287 gmin regionu Île-de-France Chaumes-en-Brie plasuje się na 437. miejscu pod względem liczby ludności, natomiast pod względem powierzchni na miejscu 76.).